# Сотир Печи
Сотир Печи (на албански: Sotir Peçi) е албански политик, просветен деец и математик. В 1906 Печи издава първия албански вестник в Съединените щати, в Бостън. В 1908 година е делегат на Битолския конгрес. В 1920 година става министър на образованието на Албания.

## Биография
Роден е в 1873 година в корчанското село Дарда, тогава в Османската империя. Баща му Йован Печи е богат търговец, но умира докато Сотир е още малък. Печи учи в местното училище в Корча. В 1890 година започва да учи математика в Атинския университет. Докато е в Атина издава заедно с Костандин Кристофориди албански речник.
В 1905 Печи емигрира в САЩ и се установява в Бостън. Там става член на Дарденското патриотично братство (Vëllezëria Patriotike e Dardhës). През юни 1906 година в Бостън започва да издава вестник „Комби“ – може би най-влиятелният албански вестник за времето. Заместник-редактор на вестника става Фан Ноли. През ноември 1908 година Печи участва на Битолския конгрес, който изработва албанската азбука, като делегат на албанците от Съединените щати с право на три гласа. От 1908 година започва да преподава в Елбасанското училище. Печи е проавстрийски настроен и подкрепя политиката на Австро-Унгария за налагане на албанските интереси на Балканите.
Печи пише серия учебници по физика, математика и граматика и е назначен за главен учител в Корча. Член е на Комитета за национална защита на Косово, формиран в Шкодра в края на 1918 година, когато Австро-Унгария капитулира и Косово попада отново в Сърбия. Участва и в националния конгрес в Люшня, където е избран нов национален кабинет с премиер Сюлейман Делвина, а Печи става образователен министър. В 1921 година е избран за депутат от Корча. Член е и на Върховния регентски съвет. След Юнската революция в 1924 година премиер става приятелят му Фан Ноли. След възхода на Ахмед Зогу в края на годината, Печи бяга в Италия и по-късно се установява в Гърция. Осъден е задочно на смърт, но по-късно попада в частичната амнистия на Зогу. Въпреки това той не се връща в Албания и умира в Лерин в 1932 година. Погребане в Корча с големи почести. Посмъртно му е дадено прозвището Учител на народа.